# Holcichneumon testaceus
Holcichneumon testaceus là một loài tò vò trong họ Ichneumonidae.